# О’Декирк, Боб
Боб О’Декирк (англ. Bob O'Dekirk; род. Чикаго) — американский государственный деятель, юрист, бывший мэр города Джолиета, штат Иллинойс (2015–2023). Бывший офицер полиции и юрист.

## Биография
Имеет ирландские корни из Нью-Сити в Чикаго. В 1987 году окончил среднюю школу в Ок-Форесте, где занимался боксом, а также играл в футбол и бейсбол. В 1987 году был назван All-Conference по бейсболу. Получил степень бакалавра в 1991 году в Иллинойсском университете в Урбане-Шампейне и степень в области права в 2003 году в Юридической школе Джона Маршалла.
Начиная с 1993 года десять лет работал офицером в полиции Джолиета, получив Трудовую премию Мартина С. Муррина в 1995 году и работая в исполнительном совете местного отдела полиции. Получив юридическое образование, стал помощником корпоративного юрисконсульта города Чикаго и работал в целевой группе по расследованию преступлений, связанных с наркотиками. В 2006 году вернулся в Джолиет и занялся частной практикой.
В 2008—2009 годах работал с Государственным департаментом, помогая в обучении полиции в Ираке. По возвращении в США стал партнером юридической фирмы O’Dekirk, Allred & Associates.
В 2011 году избран в городской совет Джолиета и стал мэром в 2015 году, сменив на этой должности Тома Джиарранте. Также является комиссаром города по продаже спиртных напитков. Его лозунгом в качестве кандидата в мэры было «Джолиет снова может стать великим». В должности мэра делал упор на консервативный бюджет и экономическое развитие, чтобы компенсировать недавнюю потерю рабочих мест и сокращение доходов от речных казино.

## Личная жизнь
Женат, имеет троих детей.